# Boltižar Milovec
Boltižar (Baltazar) Milovec (Stanetinec, 7. kolovoza 1612. – Zagreb, 17. siječnja 1678.) hrvatski katolički svećenik, isusovac, duhovni pisac.
Potvrđeni je zapis njegova imena: L Bolthisaru Millovczu.
Rođen je u Međimurju kod štajerske granice. Bavio se je poviješću zagrebačkoga isusovačkoga kolegija. Školovao se i u Trnavi (danas Slovačka) Grazu i Beču. Prije je bio duhovni pastir gradišćanskih Hrvata u Šopronu. Potom se je vratio u Hrvatsku i živio u Varaždinu i Zagrebu. Bio je poznati propovjednik i govornik, prozvan Cicero Croaticus. Njegovi molitvenici pisani su u duhu katoličke obnove (protureformacija).
Milovec je opet izdao molitvenik Nikole Krajačevića Molitvene knyisicze (1657.) i molitvenik Nikole Dešića Ray dusse, kao Dvoi dussni kinch (1661.). Molitvenik Nikole Krajačevića (i ovo izdanje Milovca) je bio jako poznati u krugu štajerskih Slovenaca i u Slovenskoj okroglini (danas Prekomurje).

## Djela
- Dushni vert (1664.)
- Pobo'snozt vszakdasnya (anonimno, 1670.)
- Pobo'sne molitve (anonimno, 1678.)

## Vanjske poveznice
- Milovec, Baltazar (Boltižar) (Hrvatska Enciklopedija)
- Vladimir Kalšan–Janko Kalšan: Međimurski biografski leksikon, Čakovec 2012. ISBN 978-953-98293-2-0